# Christian Fiedler (voetballer)
Christian Fiedler (Berlijn, 27 maart 1975) is een Duitse voetbaldoelman die sinds het begin van zijn profcarrière voor Hertha Berlijn uitkomt. Hij speelde van 1995 tot 1998 zestien interlands voor de U-21 van Duitsland.

## Carrière
- 1982-1990: Lichtenrader BC 25 (jeugd)
- 1990-1993: Hertha Berlijn (jeugd)
- 1993- nu : Hertha Berlijn